# Anaeini
Anaeini es una tribu de lepidópteros Neotropicales. Sus alas al cerrarse imitan las hojas muertas.

## Géneros
- Anaea
  - Anaea aidea
  - Anaea archidona
- Coenophlebia
- Consul
- Fountainea
- Hypna
- Memphis (Anteriormente incluida en "Anaea")
- Polygrapha
- Siderone
- Zaretis

Aneaomorpha es, a veces, incluido aquí, pero mayormente en Preponini